# Ancylometes
Famille
Genre
Synonymes
- Lycoctenus F. O. Pickard-Cambridge, 1897
- Corinoctenus Mello-Leitão, 1939

Ancylometes est un genre d'araignées aranéomorphes, le seul de la famille des Ancylometidae.

## Distribution
Les espèces de ce genre se rencontrent en Amérique du Sud et en Amérique centrale.

## Description
Ces araignées peuvent marcher sur l'eau et survivre quelque temps sous l'eau. Certaines espèces peuvent capturer, tuer et manger de petits poissons.

## Paléontologie
Cette famille n'est pas connue à l'état fossile.

## Liste des espèces
Selon World Spider Catalog (version 26, 05/07/2025) :
- Ancylometes amazonicus Simon, 1898
- Ancylometes bogotensis (Keyserling, 1877)
- Ancylometes concolor (Perty, 1833)
- Ancylometes hewitsoni (F. O. Pickard-Cambridge, 1897)
- Ancylometes japura Höfer & Brescovit, 2000
- Ancylometes jau Höfer & Brescovit, 2000
- Ancylometes pantanal Höfer & Brescovit, 2000
- Ancylometes riparius Höfer & Brescovit, 2000
- Ancylometes rufus (Walckenaer, 1837)
- Ancylometes terrenus Höfer & Brescovit, 2000

## Systématique et taxinomie
Ce genre a été décrit par Bertkau en 1880 dans les Lycosidae. Il est placé dans les Pisauridae, dans les Ctenidae par Lehtinen en 1967, dans les Pisauridae par Schiapelli et Gerschman en 1970, dans les Ctenidae par Silva-Dávila en 2003 puis dans les Ancylometidae par Hazzi, Wood et Hormiga en 2025.
Lycoctenus a été placé en synonymie par Simon en 1898.
Corinoctenus a été placé en synonymie par Schiapelli et Gerschman en 1970.
Cette famille a été décrite par Hazzi, Wood et Hormiga en 2025.
Cette famille rassemble 10 espèces dans un genre.

## Publications originales
- Bertkau, 1880 : « Verzeichniss der von Prof. Ed. van Beneden auf seiner im Auftrage der Belgischen Regierung unternommen wissenschaftlichen Reise nach Brasilien und La Plata im Jahren 1872-73 gensammelten Arachniden. » Mémoires couronnés et mémoires des savants étrangers, publiés par l'Académie royale des sciences, des lettres et des beaux-arts de Belgique, vol. 43, p. 1-120.
- Hazzi, Wood & Hormiga, 2025 : « Reassessing the evolutionary relationships of tropical wandering spiders using phylogenomics: a UCE-based phylogeny of Ctenidae (Araneae) with the discovery of a new lycosoid family. » Molecular Phylogenetics and Evolution, vol. 203, no 108245, p. 1-11.